# Judas Tadeu

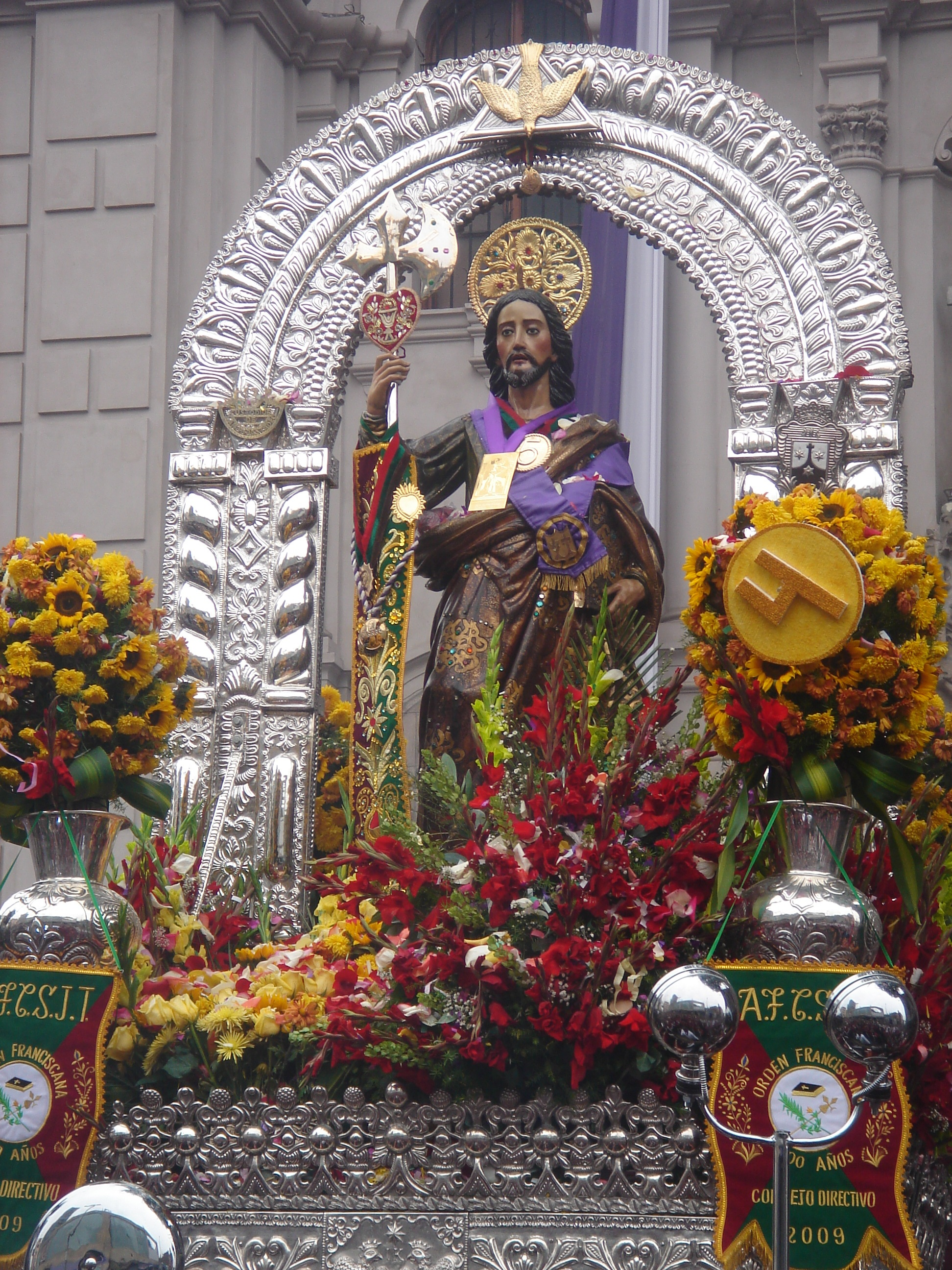
Procissão de São Judas Tadeu em Lima, Peru

Judas Tadeu ou Judas Apóstolo é um dos doze apóstolos de Jesus. Também é conhecido como Judas Lebeu e Judas, irmão de Tiago, ou ainda Tadeu (em grego: Θαδδαῖος; romaniz.: Thaddaĩos, Thaddæus ou Thaddaeus) em várias versões da Bíblia. Por vezes é identificado como sendo Judas, irmão de Jesus, mas não deve ser confundido com Judas Iscariotes, o apóstolo que traiu Jesus.
A Igreja Apostólica Armênia honra Tadeu como santo padroeiro da  Armênia, juntamente com São Bartolomeu, e acredita que é ele o responsável por ter levado o cristianismo à Armênia. Na Igreja Católica Romana é o padroeiro das causas desesperadas e das causas perdidas e muitos lugares um pouco por todo o mundo.
O atributo de Judas Tadeu  é a maça ou o machado, sendo também representado nos ícones com uma chama à volta da cabeça, que representa a sua presença durante o Pentecostes, quando recebeu o Espírito Santo junto aos Doze apóstolos. Outro atributo comum é ver Judas Tadeu segurando uma imagem de Jesus Cristo, a imagem de Edessa. Em algumas ocorrências, ele pode ser visto segurando um rolo ou um livro (supostamente a Epístola de Judas) ou uma régua de carpinteiro.

## Identidade

### Possível identificação com Judas, irmão de Jesus
Judas Tadeu é claramente distinto de Judas Iscariotes, o apóstolo que traiu Jesus. Judas é uma tradução de Ιούδας (romaniz.: Ioúdas)  do original grego do Novo Testamento, o que por sua vez é uma variante de Judá, um nome muito comum entre os judeus da época.

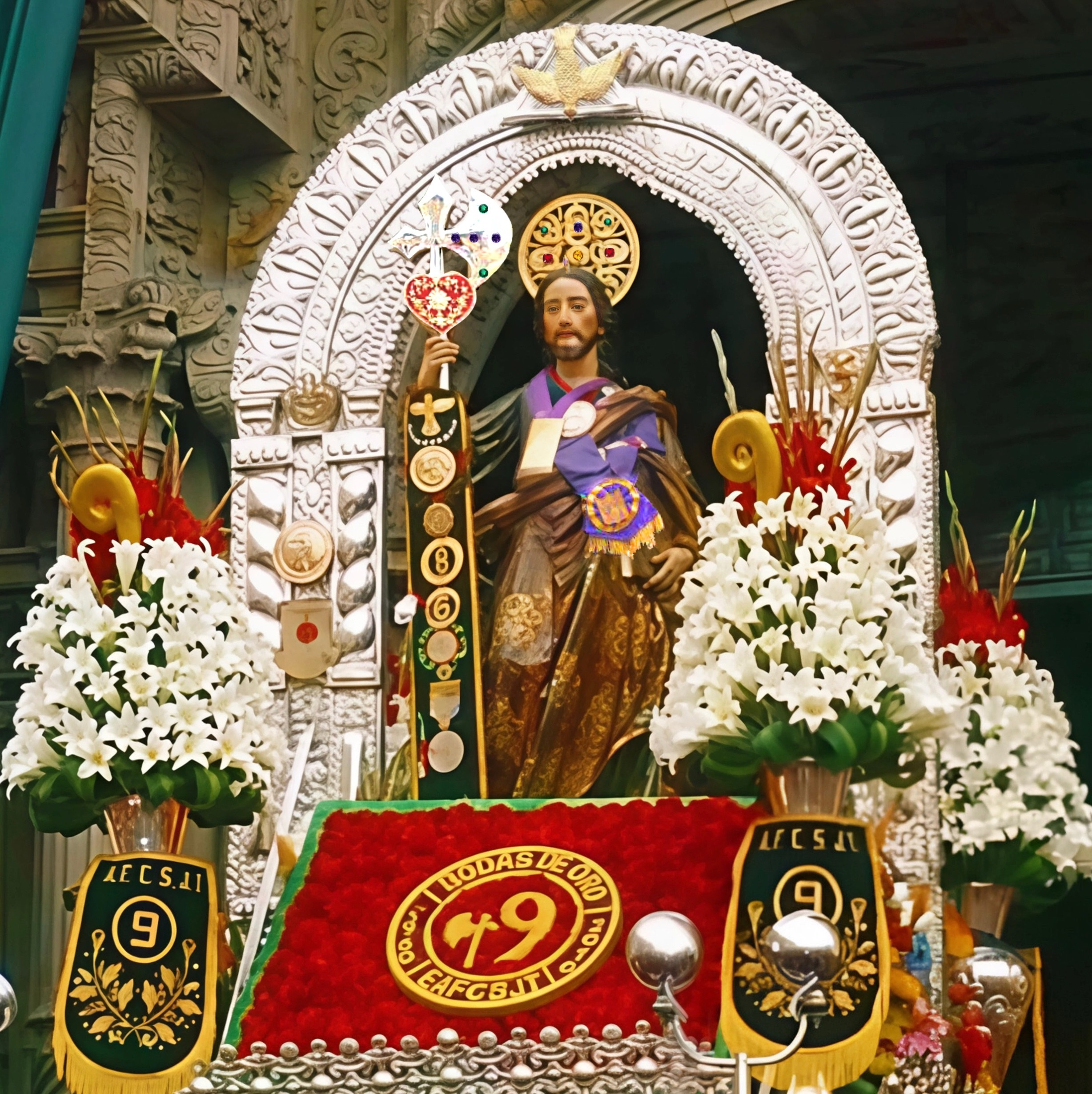
São Judas Tadeu,
procissão Lima Peru

"Judas, irmão de Tiago" ou "Judas de Tiago" (na Vulgata, "Iudam Iacobi et Iudam Scarioth qui fuit proditor") é mencionado apenas duas vezes no Novo Testamento: nas listas apostólicas de Lucas, no Evangelho e nos Atos dos Apóstolos. O Evangelho de João também menciona uma vez — em João 14:22 um discípulo chamado "Judas (não o Iscariotes)", o que geralmente é aceito como sendo Judas Tadeu, embora alguns estudiosos vejam esta identificação como sendo incerta. A frase "Judas de Tiago" pode igualmente ser entendida como uma relação entre irmãos ou de pai e filho e, por isso, as opiniões se dividem sobre Judas, o apóstolo, ser a mesma pessoa que Judas, irmão de Jesus, que é mencionado em Marcos 6:3 e Mateus 13:55–57 (juntamente com outros irmãos de Jesus, inclusive Tiago, o Justo), considerado pela tradição como sendo o autor da Epístola de Tiago.
A única passagem bíblica que faz uma citação clara de intervenção do apóstolo é a aquela na qual o texto narra um diálogo de Jesus com os discípulos, orientando-os sobre o futuro e a Sua ressurreição. Então, Tadeu questiona o Messias: “Disse-lhe Judas, não o Iscariotes: Donde procede, Senhor, que estás para manifestar-Te a nós e não ao mundo?” João 14:22

### Possível identificação com Tadeu
Nas listas apostólicas de Mateus e Marcos, não se fala em Judas, mas em Tadeu (ou, em alguns manuscritos de Mateus 10:3, "Lebeus, de sobrenome Tadeu"). Isto levou muitos cristãos desde os primeiros anos a harmonizar as listas propondo um "Judas Tadeu", conhecido por ambos os nomes. Esta proposta se torna ainda mais plausível pelo fato de que "Thaddeus" parece ter sido um apelido (veja Tadeu).
Uma complicação adicional está no fato de que o nome "Judas" foi manchado por Judas Iscariotes. Já se argumentou que por isso não é surpreendente que Marcos e Mateus se refiram a ele por um outro nome.
Alguns estudiosos bíblicos rejeitam esta teoria, porém, defendendo que Judas e Tadeu não são a mesma pessoa. Outros então propuseram teorias alternativas para explicar a discrepância: uma substituição de um pelo outro ainda durante o ministério de Jesus por conta de uma suposta apostasia ou morte; a possibilidade que "doze" seria um número simbólico ou uma estimativa ou simplesmente que os nomes não foram preservados de forma exata pela igreja antiga.
Tadeu, o apóstolo, é ainda geralmente entendido como sendo distinto de Tadeu de Edessa, um dos Setenta Discípulos.[carece de fontes?]

## Tradição

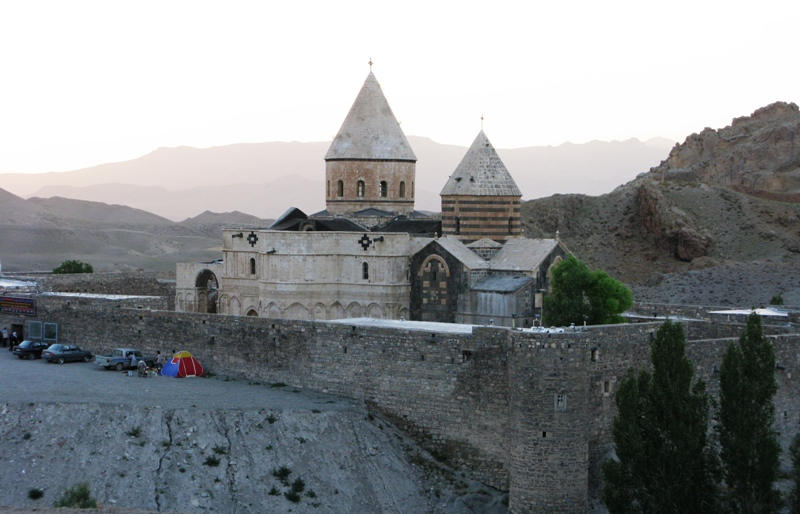
Mosteiro de São Tadeu no Irã

A tradição conta que São Judas pregou o Evangelho na Judeia, Samaria, Idumeia, Síria, Mesopotâmia e Líbia antiga. Acredita-se também que ele visitou Beirute e Edessa, embora o emissário desta última missão seja também identificado por outras fontes como sendo Tadeu de Edessa, um dos Setenta. Sua morte teria ocorrido junto com a de Simão, o Zelote na Pérsia, onde teriam sido martirizados por um multidão insuflada por sacerdotes de Zoroastro.
A tradição reporta ainda que São Judas teria nascido de uma família judaica em Paneas, uma cidade na Galileia que, quando foi posteriormente reconstruída pelo Império Romano, foi renomeada para Cesareia de Filipe. É quase certo que ele falava tanto o grego quanto o aramaico, assim como os seus contemporâneos naquela região, e era agricultor. Ainda de acordo com a tradição, São Judas era filho de Cleofas e de sua esposa, Maria, uma irmã da Virgem Maria. Esta mesma tradição afirma que seu pai fora assassinado por sua devoção aberta e irrestrita ao Cristo ressuscitado.
Embora São Gregório, o Iluminador seja creditado como sendo o "Apóstolo dos Armênios", quando ele batizou o rei Tirídates III em 301, convertendo os armênios, os apóstolos Judas e Bartolomeu são tradicionalmente acreditados como tendo levado pela primeira vez o cristianismo para a Armênia e são por isso venerados como santos padroeiros pela Igreja Apostólica Armênia. Ligada a esta tradição estão os mosteiros de São Tadeu (hoje no norte do Irã) e o de São Bartolomeu (hoje no leste da Turquia), ambos tendo sido construídos no que então era parte da província romana da Armênia.
De acordo com a tradição, Judas Tadeu provavelmente teria sido martirizado a golpes de lanças, machados e porretes no dia 28 de outubro de 70. Suas relíquias se encontram supostamente na Basílica de São Pedro, em Roma, para onde teriam sido trasladadas e são veneradas até hoje.